# Christoph von Dohnányi
Christoph von Dohnányi (Berlim, 8 de setembro de 1929) é um maestro alemão de ascendência húngara. Atualmente é o responsável pela regência da Orquestra Sinfônica da NDR, principal orquestra da cidade de Hamburgo.

## Biografia

### Educação e primeiros anos
Dohnányi estudou direito em Munique, Alemanha, mas em 1948 ele transferiu-se para Hochschule für Musik und Theater München para estudar composição, piano e condução. Na ópera em Munique ele fez seu estágio, onde ajudava cantores e foi pianista. Ele recebeu o Prêmio Richard Strauss da cidade de Munique e então ele foi para a Universidade do Estado da Flória para estudar com seu avô, Ernst von Dohnányi. Sua primeira posição foi como assistente na Ópera de Frankfurt, apontado pelo maestro Georg Solti, onde ele também serviu como treinador de balé e ópera. Ele foi o diretor musical geral da ópera de Lübeck de 1957 até 1963. Ele também serviu como maestro chefe da Orquestra Estatal de Kassel. Ele também foi o maestro chefe da Orquestra Sinfônica do Westdeutsche Rundfunk.
Em 1968 ele sucedeu Georg Solti como diretor musical geral e depois diretor na Ópera de Frankfurt, ficou na ópera até 1977. Em 1977 ele foi apontado como maestro chefe da Ópera Estatal de Hamburgo, deixando o cargo em 1984. Dohnányi teve uma relação também com a Orquestra de Cleveland. Ele fez sua estréia como maestro desta orquestra em Dezembro de 1981 e foi anunciado como maestro da orquestra no ano seguinte. Ele se retirou da Orquestra de Cleveland em 2002.
Em 1994, Dohnányi se tornou o principal maestro convidado da Orquestra Philharmonia em Londres e em 1997 ele tornou-se o maestro principal da orquestra. Ele saiu da orquestra em 2008 para dar lugar à Esa-Pekka Salonen,  mas foi nomeado o Maestro Honorário Vitalício.
Em 2004, Dohnányi retornou para Hamburgo onde ele manteve sua residência por muitos anos para se tornar o maestro chefe da Orquestra Sinfônica NDR. Ele também fez aparições como maestro convidado das maiores orquestras do mundo, como a Orquestra Sinfônica de Boston, Filarmônica de Nova Iorque, Filarmônica de Los Angeles, Orquestra Sinfônica de Chicago, Orquestra Real do Concertgebouw, Orquestra Sinfônica de Pittsburgh e a Filarmônica de Viena.
Dohnányi foi casado três vezes. Sua primeira esposa foi a atriz alemã Renate Zillessen e eles tiveram duas crianças: Katja e Justus. Sua segunda esposa foi a soprano alemã Anja Silja, com quem teve três crianças: Julia, Benedikt e Olga. Sua terceira e atual esposa é Barbara Koller.